# Kay Redfield Jamison
Kay Redfield Jamison (ur. 22 czerwca 1946) – amerykańska psycholog kliniczna i pisarka, której twórczość koncentruje się na chorobie afektywnej dwubiegunowej.
Jest profesorem psychiatrii na Uniwersytecie Johnsa Hopkinsa i profesorem honorowym Uniwersytetu St Andrews. Współprowadzi uniwersyteckie Centrum Zaburzeń Nastroju w Baltimore.
Specjalizuje się w zakresie psychozy maniakalno-depresyjnej, której sama doświadczyła.

## Publikacje
W dorobku publikacyjnym K.R. Jamison znajdują się:
- 1990: Manic-Depressive Illness (wraz z Frederickiem K. Goodwinem), ISBN 0-19-503934-3; druga edycja 2007
- 1993: Touched with Fire. Manic-Depressive Illness and the Artistic Temperament, ISBN 0-684-83183-X.
- 1996: Niespokojny umysł (An Unquiet Mind), w Polsce: 2000, wydawnictwo Zysk i S-ka, ISBN 83-7150-724-0.
- 1999: Noc szybko nadchodzi. Zrozumieć samobójstwo, by mu zapobiec (Night Falls Fast. Understanding Suicide), w Polsce: 2004, wydawnictwo Zysk i S-ka, ISBN 83-7298-666-5.
- 2004: Exuberance. The Passion for Life, ISBN 0-375-40144-X.
- 2009: Nothing Was the Same. A Memoir, ISBN 0-307-26537-4.
- 2017: Robert Lowell, Setting the River on Fire. A Study of Genius, Mania, and Character, wyd. Alfred A. Knopf, Nowy Jork 2017, ISBN 978-0-307-74461-6.
- ponadto artykuły publikowane w recenzowanych czasopismach naukowych, takich jak m.in. „The Lancet”, „Molecular Psychiatry”, „Journal of Clinical Psychiatry” oraz „The American Journal of Psychiatry”[3]